# Złote Tarasy (singel)
Złote tarasy – singel holenderskiego piosenkarza i rapera Mr. Polska. Singel został wydany 8 kwietnia 2022 roku. Tekst utworu został napisany przez Dominika Włodzimierza Czajka-Groota.
Nagranie otrzymało w Polsce status dwukrotnie diamentowej płyty w 2023 roku.
Singel zdobył ponad 72 milionów wyświetleń w serwisie YouTube (2023) oraz ponad 68 milionów odsłuchań w serwisie Spotify (2024).

## Nagrywanie
Utwór został wyprodukowany przez Abel de Jong. Za mix/mastering utworu odpowiada Boaz van de Beatz. Tekst do utworu został napisany przez Dominika Włodzimierza Czajka-Groota.

## Twórcy
- Mr. Polska – wokal, tekst[1][2]
- Abel de Jong – produkcja[1][2]
- Boaz van de Beatz – mix/mastering[1]

## Certyfikaty
| Kraj          | Certyfikat          | Sprzedaż |
| ------------- | ------------------- | -------- |
| Polska (ZPAV) | 2x diamentowa płyta | 500 000+ |